# Michael R. Gordon

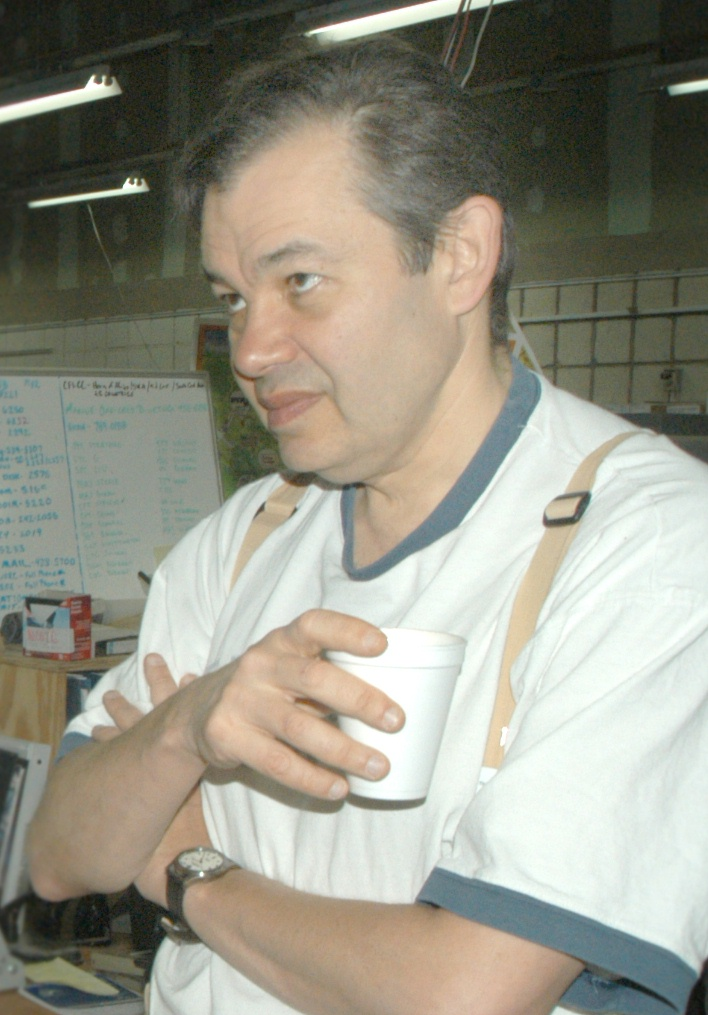
Michael Gordon im Camp Doha in Kuwait, vor der Invasion des Irak im Jahr 2003

Michael R. Gordon (* 10. Februar 1951) ist ein US-amerikanischer Journalist und Chef-Militärkorrespondent der New York Times. Gemeinsam mit Judith Miller war er im Jahr 2002 wesentlich an der Berichterstattung über die Pläne der Bush-Regierung für die Invasion des Iraks beteiligt.

## Leben
Während der ersten Phase des Irakkriegs war er der einzige Zeitungsreporter, der einer kämpfenden Militäreinheit als Embedded Journalist zugewiesen wurde. So hatte er die Gelegenheit unter Führung von General Tommy R. Franks die Invasionstruppen zu begleiten.
In Co-Autorenschaft mit General Bernard E. Trainor hat Gordon seine Erfahrungen in den zwei Büchern The Generals’ War: The Inside Story of the Conflict in the Gulf, das den Zweiten Golfkrieg 1991 thematisiert, und dem Bestseller Cobra II: The Inside Story of the Invasion and Occupation of Iraq zum Irakkrieg 2003 festgehalten. The Generals’ War wurde unter anderem vom damaligen Verteidigungsminister Dick Cheney gelobt.
Cobra II, das sich vor allem den übereilten Vorbereitungen und den Beziehungen der großen Gegenspieler USA und Irak widmet, bezeichnete der Journalist Jim Lehrer als „eine erklassige Analyse dessen, was während des Golfkriegs richtig und was falsch gelaufen ist“. Eliot A. Cohen, ein Professor der Johns Hopkins University, nannte es das beste Einzelwerk zum Thema.
Lawrence D. Freedman, Professor am King’s College London und Fachmann für auswärtige Angelegenheiten, schrieb: „Die sorgfältigen Nachforschungen, die auf autorisierten Quellen basieren, lassen die menschlichen Aspekte des Konflikts nie vergessen“. Die New York Times nannte es „ein erstaunliches Werk, an dem sich andere historische Betrachtungen der Irak-Invasion werden messen lassen müssen“. The New Republic kritisierte dagegen, dass Gordon und Trainor in der militärischen Fehleranalyse wie gefangen scheinen und so unbeabsichtigt das grundlegende Problem im Irak verdrängen, das ein Politisches ist.

## Rabta
Am 1. Januar 1989 veröffentlichten Gordon und Steven Engelberg die Nachricht, dass der westdeutsche Chemieproduzent Imhausen-Chemie im April 1980 der Hauptlieferant für eine libysche Produktionsstätte für Chemische Waffen in Rabta geworden ist. Der Artikel stützte sich auf geheime Informationen der US-Behörden. Die deutsche Regierung bestritt die Vorwürfe zunächst, doch weitere Enthüllungen über die Anlage und der Druck der US-Regierung führten im Oktober 1991 zur Anklage gegen drei Imhausen-Mitarbeiter, darunter der Geschäftsführer, wegen illegaler Lieferungen nach Libyen. Ein vierter deutscher Staatsangehöriger wurde 1996 für die „Unterstützung Libyens beim Erwerb von Computer-Technologie und anderer Ausrüstung zur Entwicklung chemischer Waffen“ angeklagt.
1989 wurden Gordon und Engelberg für die Artikelserie zu diesem Thema mit dem George Polk Award für internationale Berichterstattung ausgezeichnet.

## Kontroversen

### Berichterstattung aus dem Irak vor der Invasion 2003
Zusammen mit Judy Miller schrieb Gordon die meisten der Berichte in der Times über das Vorhandensein von Massenvernichtungswaffen im Irak vor der Invasion im Jahr 2003. Diese Artikel führten 2004 zu einem „Schuldbekenntnis“ (mea culpa Editor’s Note) auf der Titelseite der Zeitung:

„Ein großer Teil dessen, was die Times aus dieser Zeit berichtete, war ein genaues Spiegelbild der mühsam aus Geheimdienstunterlagen zusammengestellen Fakten, die selbst wiederum auf bruchstückhaften Informationen basierten. Es gab eine Reihe von Instanzen der Times, die diese Informationen nicht streng genug geprüft haben oder dazu nicht qualifiziert genug waren. Einige Kritiker haben die Schuld dafür einzelnen Reportern gegeben. Unsere Prüfung zeigt jedoch, dass das zugrundeliegende Problem komplizierter Natur ist und nicht an Einzelnen festzumachen war.“

Der New York Review of Books kritisierte, dass viele Stimmen, die sich gegen die Behauptungen der US-Regierung bezüglich des Vorhandenseins von Massenvernichtungswaffen richteten, von Gordon und Miller nicht berücksichtigt wurden. Gordon habe sich zudem nur mit wenigen Kritikern getroffen, obwohl David Albright, der Gründer des Institute for Science and International Security, auf die Widersprüche aufmerksam gemacht hatte.
Gordon äußerte sich insbesondere auf die Kritik von Michael Massing, Schriftsteller und regelmäßiger Gastautor des Columbia Journalism Review: „Ich bleibe bei meiner Behauptung, dass es eine weit verbreitete Annahme von Experten innerhalb und außerhalb der US-Regierung war, dass der Irak Massenvernichtungswaffen herstellen wollte. Das Thema ist weitaus komplexer als Herr Massing es darstellt. Zudem hat dieser meine Aussagen aus dem Zusammenhang gerissen.“

### Geplante Truppenerhöhung im Irak 2007
In einem Interview mit Charlie Rose in Frontline, einer Sendung des Public Broadcasting Service im Januar 2007, hatte Gordon ausdrücklich eine Truppenerhöhung im Irak unterstützt. Daraufhin veröffentlichte der „Public Editor“ der Times, Byron Calame, seine Missbilligung darüber, dass der militärische Chef-Korrespondent der Times seine persönliche Meinung über den Irak im nationalen Fernsehen veröffentlicht habe. Die Washingtoner Leitung der Zeitung bemerkte, dass: „Gordon während des Interviews zu weit gegangen ist“. Die Reaktionen der Times und Gordons spätere Entschuldigung nutzte die New York Post (eine Zeitung aus dem Hause Rupert Murdochs) für ein Editorial. Sie schrieb, dass die Times alle Äußerungen über einen möglichen Sieg unterdrücken wolle und nicht wünsche, dass Amerika den Krieg im Irak gewinnt.

### Berichterstattung zu den Aufständen im Irak
In einer Titelgeschichte der Times behauptete Gordon am 10. Februar 2007, dass es Beweise für eine Beteiligung des Irans bei der Entwicklung und Ausrüstung der irakischen Truppen mit einer der „tödlichsten Bomben“ gäbe. Das Magazin Editor & Publisher, das sich selbst als “America’s Oldest Journal Covering the Newspaper Industry” bezeichnet, kommentierte diese Behauptung und stelle fest, dass Gordon, der mit oder ohne Hilfe von Judith Miller einige der irreführendsten und kaum oder gar nicht stimmenden Artikel über irakische Massenvernichtungswaffen im Vorfeld der Invasion 2003 verfasst hatte, einmal mehr nur anonyme Quellen aus einem breiten Spektrum von staatlichen Stellen verwendet hatte und seine Behauptung daher „mit Vorsicht betrachtet werden sollte“. Byron Calame, der public editor der Times, sagte dazu, „Mr. Gordon ist zu einem bevorzugten Ziel von vielen kritischen Lesern geworden, die die Berichterstattung der Times über den Iran als einseitig politisch gefärbt betrachten. Ich teile diese Ansicht nicht und denke, dass die Qualität seiner journalistischen Tätigkeit eine differenzierte Betrachtung verdient“ und fuhr fort: „Die Tatsache, dass Gordon anonyme Regierungsquellen verwendet hatte, macht aber eine Qualifikation der Quellen notwendig, um entscheiden zu können, ob sie als Beweis oder Einflussnahme zu werten seien“.
Byron Calames Nachfolger Clark Hoyt kritisierte die militärische Berichterstattung der Times und zitierte dazu mehrere Artikel von Gordon. Er kam zu dem Schluss, dass die unkommentierte Übernahme von Aussagen des Präsidenten und des Militärs zum Einfluss der al-Qaida im Irak zur Routine geworden war. Diese Aussagen behaupteten, dass die Al Qaeda mit der Al-Qaeda im Irak gleichzusetzen wäre, was von Clark Hoyt und anderen angezweifelt wurde.
Ein umfangreicher Artikel von Gordon in der Times, diskutierte den Standpunkt des Präsidenten zur al-Qaida im Irak: „Mit seinen Hinweisen auf die al-Qaida in Mesopotamien und seinen Behauptungen, dass dies die gleiche Gruppe war, die im Jahr 2001 die USA angegriffen habe, hat der Präsident die Zusammenhänge der Aufständischen im Irak und deren Beziehungen zur Führung der Al-Qaida stark vereinfacht“.

## Werke
- Michael R. Gordon, Bernard E. Trainor: Cobra II: the inside story of the invasion and occupation of Iraq. Pantheon Books, New York 2006, ISBN 0-375-42262-5.
- Michael R. Gordon, Bernard E. Trainor: The generals’ war: the inside story of the conflict in the Gulf. Little, Brown, Boston 1995, ISBN 0-316-32172-9.